# Naturpark Sparbach
Naturpark Sparbach är ett naturreservat i Österrike.   Det ligger i förbundslandet Niederösterreich, i den östra delen av landet, 19 km sydväst om huvudstaden Wien.
I omgivningarna runt Naturpark Sparbach växer i huvudsak blandskog. Runt Naturpark Sparbach är det tätbefolkat, med 383 invånare per kvadratkilometer.